# Myxexoristops bondsdorff
Myxexoristops bondsdorff är en tvåvingeart som först beskrevs av Zetterstedt 1859.  Myxexoristops bondsdorff ingår i släktet Myxexoristops och familjen parasitflugor. Inga underarter finns listade i Catalogue of Life.